# Патријарх српски Кирило I
Кирило I је био архиепископ пећки и патријарх српски у периоду од 1407. до 1419. године. Дошао је за поглавара Српске православне цркве након смрти патријарха Данила IV, у времену кад се Србија још опорављала од Косовске битке, а млади деспот Стефан је водио борбе са унутрашњим и спољним непријатељима.
Такво стање унутар Србије утицало је и на дужину изградње манастира Манасије. Кад је манастир завршен 1418. године, деспот Стефан је позвао патријарха Кирила са свим сабором српских епископа, игумана и осталих часних мужева да освете манастир.
Према једном летопису патријарх Кирило је умро између 1. септембра 1418. и 31. августа 1419. године, а у једном прологу као датум смрти патријарха Кирила наведен је 27. децембар 1418. године, што је највероватније.